# クリストファー・ヴァン・ヒュイゼン
クリストファー・ジェームズ・ヴァン・ヒュイゼン（Christopher James van Huizen、1992年11月28日 - ）は、シンガポールのサッカー選手。ポジションはMF。

## 経歴
クリストファーはゲイラン・インターナショナルFCのトライアルを受け、U-16チームに加入した。17歳の時にはSリーグの強豪であるタンピネス・ローバースFCのプライムリーグチームに移籍。しかし、2年間の兵役によってウォリアーズFCへの加入は断られ、プロへの夢は潰えたかに思えた。

### タンピネス・ローバースFC
その後、メディアコープ・チャンネル5のファースト・イレブンと云う番組での活躍によって タンピネス・ローバースFCの監督、ラフィ・アリの目に留まり、Sリーグ、プライムリーグ兼任の選手として二年契約を提示され、同チームに加入した。

### シンガポール・ライオンズXII
2015年にはサヒル・スハイミ、ワユディ・ワヒド、イズディン・シャーフィクと共にファンディ・アマド率いるシンガポール・ライオンズXIIに加入。これによって「リアリティ番組からの少年」は驚くべき出世を遂げ、代表メンバー入りも考えられるようになった。
シンガポール・ライオンズXIIでのデビュー戦は第一試合で途中交代の出場となり、このPDRM FA戦は5-3で勝利した。

## 代表歴
プロ入りを果たした2014年にはSリーグでの活躍により、リチャード・ボクによってU-21代表に選出され、ベトナムで開かれたタインニエンカップに出場した。